# Hans Flückiger
Hans Flückiger (* 12. Januar 1926 in Zürich) ist ein ehemaliger Schweizer Radrennfahrer und nationaler Meister im Radsport.

## Sportliche Laufbahn
Flückiger war Teilnehmer der Olympischen Sommerspiele 1948 in London. Dort startete er im Zeitfahren und belegte beim Sieg von Jacques Dupont den 4. Platz.
1945 bis 1947 wurde er nationaler Meister in der Mannschaftsverfolgung. Von 1949 bis 1958 war er als Berufsfahrer aktiv. 1951 siegte er in der Vier-Kantone-Rundfahrt vor Hans Sommer, sowie das Schweizer Saisoneröffnungsrennen in Genf. 1956 gewann er das Steherrennen Goldenes Rad von München.